# Gaston Boissier
Pour les articles homonymes, voir Gaston Boissier (peintre) et Boissier.
Marie Louis Antoine Gaston Boissier, né à Nîmes le 15 août 1823 et mort à Viroflay le 10 juin 1908 , est un historien et philologue français.

## Biographie
Natif de Nîmes où abondent les vestiges de l'Antiquité romaine, il s'intéresse très tôt à l'épigraphie. Normalien, agrégé de lettres (1846), puis professeur de rhétorique à Angoulême et ensuite au lycée Charlemagne de Paris, il devient maître de conférences à l’École normale où il sera suppléé en 1898 par René Durand (1864-1962) qui n'était toutefois pas docteur[réf. nécessaire]. Il est également professeur au Collège de France, où il est titulaire de la chaire de poésie latine de 1869 à 1885 et de la chaire d'histoire de la littérature latine de 1885 à 1906, et dont il est administrateur de 1892 à 1894.
Il collabore à la Revue des Deux Mondes, où il publie de très nombreux travaux.
En 1853, il entre à l'Académie du Gard, qu'il quitte dès 1857. En 1876, il est élu membre de l'Académie française, dont il devient le secrétaire perpétuel en 1895. En 1886, il est élu membre de Académie des inscriptions et belles-lettres. Il était également membre de l'Académie royale danoise des sciences et des lettres.
Le 29 octobre 1899, il prononce le discours d'inauguration du monument de Marmontel à Saint-Aubin-sur-Gaillon. 
Ses ouvrages d'érudition, dont Cicéron et ses amis, qui est traduit en anglais en 1897, ont connu en leur temps un large succès.
Il est le gendre de l'indologue et professeur au Collège de France Eugène Burnouf et par lui apparenté au directeur de l'École française d'Athènes Émile-Louis Burnouf.
Il est inhumé au cimetière du Père-Lachaise (53e division).

## Principaux ouvrages
- Le Poète Attius, étude sur la tragédie latine pendant la République (1857)
- Étude sur la vie et les ouvrages de M. T. Varron (1861)
- La religion romaine, d'Auguste aux Antonins (1874)
- L'Opposition sous les Césars (1875)
- Promenades archéologiques : Rome et Pompéi (1880)
- Cicéron et ses amis. Étude sur la société romaine du temps de César (1865)
- Nouvelles promenades archéologiques : Horace et Virgile (1886). Chapitre premier, La Maison de campagne d’Horace, sur wikisource[4].
- Madame de Sévigné (1887)
- L'Afrique romaine. Promenades archéologiques en Algérie et en Tunisie (1895)
- La Conjuration de Catilina (1905)
- La fin du paganisme : étude sur les dernières luttes religieuses en Occident au quatrième siècle (1891)
- Saint-Simon (1899)
- Tacite (1903)

## Honneurs
En 2019, 3 voies portent son nom en France.
Rue Gaston-Boissier à Nîmes, sa commune de naissance.
Rue Gaston-Boissier à Paris, il y enseigna au lycée Charlemagne et fut secrétaire perpétuel à l’Académie Française.
Avenue Gaston-Boissier à Viroflay, la commune où il est décédé.

## Source
- « Boissier (Marie-Louis-Gaston) », dans Dictionnaire biographique du Gard, Paris, Flammarion, coll. « Dictionnaires biographiques départementaux » (no 45), 1904 (BNF 35031733, lire en ligne), p. 82-83.